# IC 5202
IC 5202 ist eine Balken-Spiralgalaxie vom Hubble-Typ SBc im Sternbild Tukan am Südsternhimmel. Sie ist schätzungsweise 477 Millionen Lichtjahre von der Milchstraße entfernt.
Das Objekt wurde am 21. August 1900 vom US-amerikanischen Astronomen DeLisle Stewart entdeckt.